# Julia Dean
Ne doit pas être confondu avec Julian Dean.
Pour les articles homonymes, voir Dean.
Julia Dean, née à Saint Paul (Minnesota) le 13 mai 1878 et morte à Hollywood (Californie) le 17 octobre 1952, est une actrice américaine.

## Biographie
Julia Dean venait du théâtre avant d'entamer sa carrière cinématographique.
Elle s'est mariée avec l'acteur Orme Caldara.
Elle est enterrée au Forest Lawn Memorial Park de Glendale, en Californie.

## Filmographie

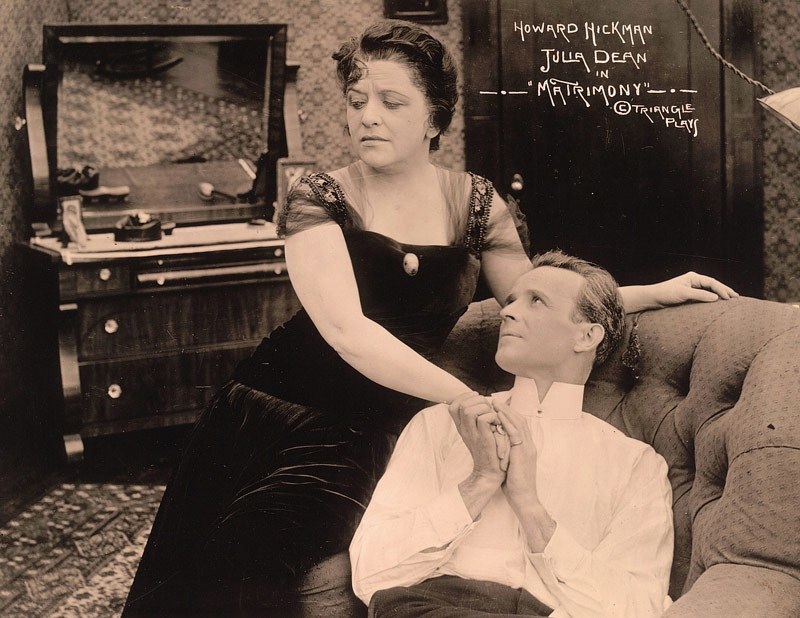
Julia Dean et Howard C. Hickman dans Matrimony (1915).

- 1915 : Judge Not; or The Woman of Mona Diggings : Molly Hanlon
- 1915 : Matrimony : Diana Rossmore
- 1916 : The Ransom : Janet Osborne
- 1917 : Rasputin, the Black Monk : Mme. Vasta, Lady in waiting
- 1918 : Ruling Passions : Eveline Roland
- 1919 : A Society Exile (en) : Lady Doris Furnival
- 1919 : An Honorable Cad
- 1944 : La Malédiction des hommes-chats (The Curse of the Cat People) : Mrs. Julia Farren
- 1944 : Angoisse (Experiment Perilous) : Deria
- 1946 : Voulez-vous m'aimer ? (Do You Love Me) : Mrs. Allen
- 1946 : Les Héros dans l'ombre (O.S.S.) : Madame Prideaux
- 1947 : Out of the Blue de Leigh Jason : Miss Ritchie
- 1947 : La Cité magique (Magic Town) de William A. Wellman : Mrs. Wilton
- 1947 : Le Charlatan (Nightmare Alley) : Addie Peabody
- 1948 : La Valse de l'Empereur (The Emperor Waltz) : Archiduchesse Stéphanie
- 1949 : La Vie facile (Easy Living) : Mrs. Belle Ryan
- 1950 : Girls' School : Emily Matthews
- 1951 : On murmure dans la ville (Le Mystérieux Dr. Praetorius -- People Will Talk) : Old Lady (non créditée)
- 1951 : Enlevez-moi, Monsieur (Elopement) : Mrs. Simpson (non créditée)
- 1952 : Les Fils des mousquetaires (At Sword's Point) : Madame D'Artagnan (non créditée)
- 1952 : You for Me (en) de Don Weis : Aunt Clara Chadwick (non créditée)